# 10304 Iwaki
10304 Iwaki è un asteroide della fascia principale. Scoperto nel 1989, presenta un'orbita caratterizzata da un semiasse maggiore pari a 2,5650861 UA e da un'eccentricità di 0,2842204, inclinata di 12,73594° rispetto all'eclittica. Misura circa 5,6 km di diametro.
L'asteroide è dedicato a Masae Iwaki (1933), astronoma dilettante di Ōita, vincitrice del Premio Vega per le astronome amatoriali e molto attiva nella divulgazione scientifica dell'astronomia.